# Sabicea cinerea
Espèce
Synonymes
Selon Tropicos (30 mai 2024)
- Schwenkfelda cinerea (Aubl.) Sw.

Selon GBIF (30 mai 2024)
- Sabicea eriantha DC.
- Schwenkfelda cinerea (Aubl.) Forsyth f.
- Schwenkfelda cinerea (Aubl.) Sw.
- Schwenkfelda eriantha (DC.) D.Dietr.

Sabicea cinerea est une espèce de liane d'Amérique du sud, appartenant à la famille des Rubiaceae.

## Description
Sabicea cinerea est une liane ligneuse à tiges arachnoïdes-pubescentes.
Les feuilles mesurent 5-11,5 × 2-6 cm, et sont adaxialement peu arachnoïde-pubescentes, abaxialement densément arachnoïde ou laineuse.
On compte 11-15 paires de nervures secondaires.
Les pétioles sont longs de 5-10 mm, et les stipules de 5-9 mm.
Les inflorescences sont glomérulées, sessiles, avec le limbe du calice long de 5-11 mm, profondément lobé.
La corolle est extérieurement pileuses à hirsutes, le tube long de 10-17 mm,  et les lobes longs de 4-6 mm.
Les fruits mesurent 5-6 mm de diamètre.

En 1953, Lemée en propose la description suivante de Sabicea cinerea :

« S. cinerea Aubl. Liane à petits rameaux très tomenteux-arachnoïdes ; feuilles de 0,07-0,14 sur 0,03-0,06, à pétiole court canaliculé, lancéolées ou elliptiques ou oblongues aiguës ou acuminées, à base en coin ou aiguë, à dessus parsemé de poils arachnoides et dessous très tomenteux et d'un blanc crème, avec 11-12 paires de neryûres, stipules de 6 mm., étroitement ovales ; inflorescences solitaires sessiles càpitées 5-7-flores très tomenteuses sur les bractées et les calices ; fleurs 5-mères avec calice à segments linéaires-lancéolés, corolle blanche, densément et longuement poilue en dehors, à tube de 12-1.5 min , et lones de 6 mm ., ovaire tomenteux à 5 loges ; baie rouge. - Maroni : camp, Godebert (R. Benoist) herbier Lemée : Cayenne-Maringoins . »

— Albert Lemée, 1953.

## Répartition
Sabicea cinerea est présent au Venezuela (Sucre), au Suriname, en Guyane et au Brésil.

## Écologie
Sabicea cinerea pousse au Venezuela dans les forêts humides de plaine, attendues dans la zone de flore à 200-300 m d'altitude, et presque jusqu'au niveau de la mer au Suriname et en Guyane et dans les végétations hygrophiles des savanes côttières de Guyane.
On a étudié plusieurs aspects de Sabicea cinerea :
- sa pollinisation[6],[7],
- les métabolites secondaires de ses champignons endophytes[8],[9].

## Protologue

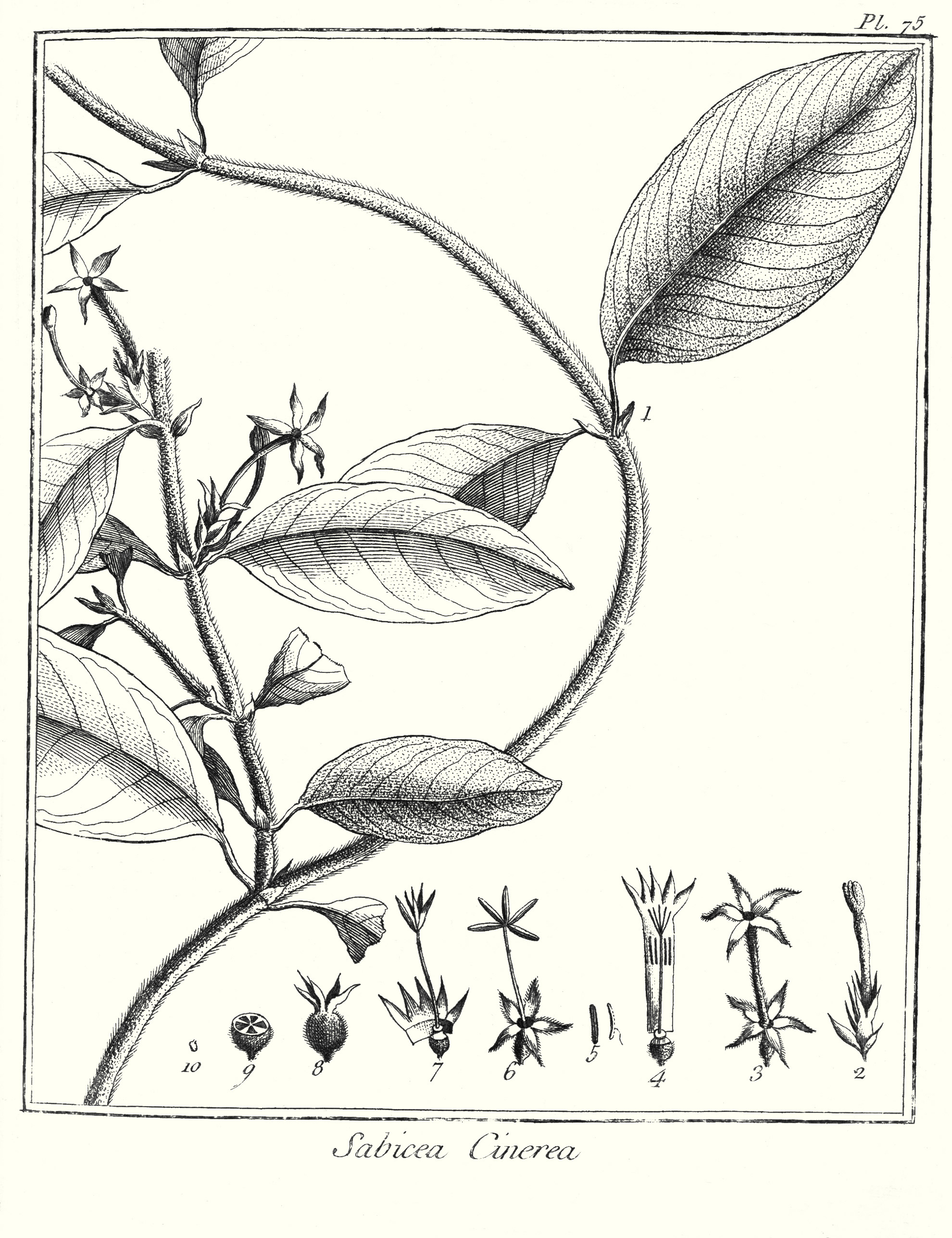
Sabicea cinerea par Aublet (1775)
1. Stipules. - 2. Bouton de fleur. Calice garni de deux écailles. - 3. Fleur. - 4. Corolle ouverte. Ovaire. - 5. Étamines. - 6. Calice. Style. Stigmates. - 7. Calice ouvert. Ovaire. Diſque, Style. Stigmates. - 8. Baie. - 9. Baie coupée en travers. - 10. Semences.

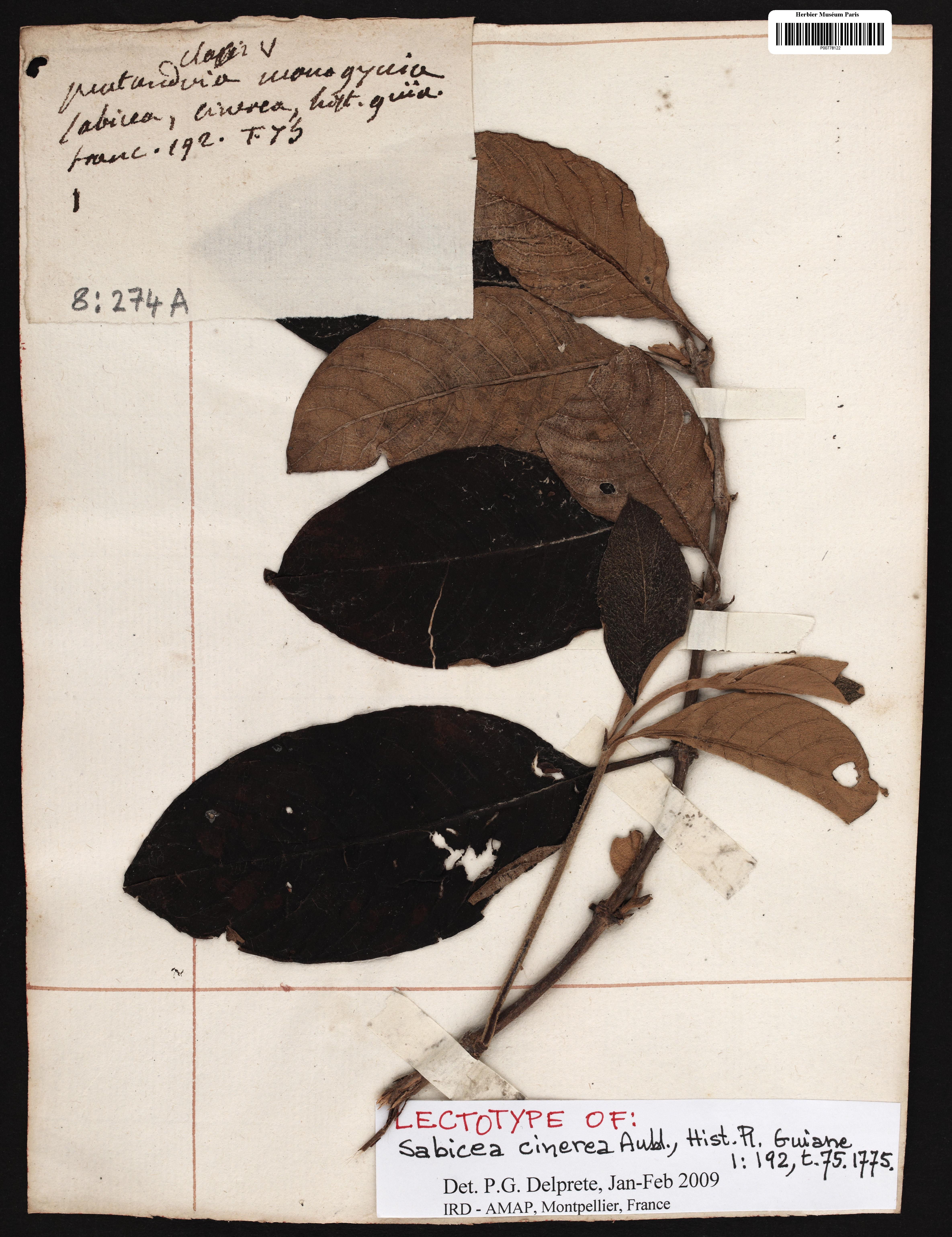
échantillon type de Sabicea cinerea collecté par Aublet en Guyane

En 1775, le botaniste Aublet a a proposé le protologue suivant de Sabicea cinerea : 

« 1. SABICEA (cinerea) caule volubili ; foliis ovatis, acutis, ſubtùs albidis ; tubo floris prælongo.
Frutex caules plurimos, ramoſos, volubiles, cylindraceos, villoſos, polline albo conſperſos, ſuprà frutices ſparſos, è radice emittens. Folia oppoſita, petiolata, ſupernè viridia, villoſa, infernè incana, & tomentoſa, ovata, acuta, integerrima. Stipula ſubrotunda, acuta, intra baſim petiolorum, ab utroque latere pofita. Flores quatuor, quinque vel ampliùs, ſubſeſſiles, axillares. Quilibet flos intra dua folia alba, oblonga, acuta. Corolla alba, extus villoſa.
Floret & fructum. ſert omni anni tempore.
Habitat Caïennæ & Guianæ ad fepes.

LA SABICE cendrée. (PLANCHE 75.)
Cette plante pouſſe de ſa racine pluſieurs longues tiges branchues, ligneuſes, cylindriques, couvertes d'une pouſſière fine & blanche.
Elle ſe répandent, & ſe roulent ſur les arbres voiſins.
Les feuilles ſont deux à deux, oppoſées, & diſpoſées en croix, garnies à leurs baſes de deux stipules intermédiaires & oppoſées. Les feuilles ſont ovales, vertes en deſſus, chargées de petites houppes de poils blancs, clairſemés, & recouvertes en deſſous d'un duvet blanc très court ; elles ſont partagées dans toute leur longueur par une nervure ſaillante, de laquelle naiſſent pluſieurs latérales qui vont en ſe courbant ſe terminer à leur bord. La longueur des feuilles eſt: de quatre pouces, ſur un pouce & demi de largeur. De l'aiſſelle d'une feuille naiſſent alternativement quatre à cinq fleurs portées chacune ſur un petit pédoncule qui a à ſa baſe deux feuillets longs, étroits & blanchâtres.
Le calice de la fleur eſt arrondi & étranglé a ſon limbe, qui ſe partage en cinq lanières aiguës.
La corolle eſt blanche, d'une ſeule pièce. C'eſt un tube long, grêle, velu, emboëté autour d'un diſque qui couronne l'ovaire. Il ſe diviſe à ſon limbe en cinq lobes étroits, velus en deſſous. Les étamines ſont au nombre de cinq, attachées à la paroi interne & preſque moyenne du tube. Leur filet eſt très court. L'anthère longue eſt attachée par le milieu de ſon dos. Elle eſt à deux bourſes.
Le piſtil eſt un ovaire qui fait corps avec le calice : il eſt couronné d'un diſque du centre duquel s'élève un style long, & terminé par cinq stigmates charnus & oblongs.
L'ovaire devient une baie rouge, velue, ſucculente, couronnée par les pièces du calice. Elle eſt à cinq loges remplies de ſemences menues & anguleuſes.
On trouve communément cette plante ſur les haies qui bordent les Savanes, dans l'île de Caïenne & dans la Guiane. Elle eſt en fleur & en fruit dans preſque tous les mois de l'année. »

— Fusée-Aublet, 1775.

## Galerie

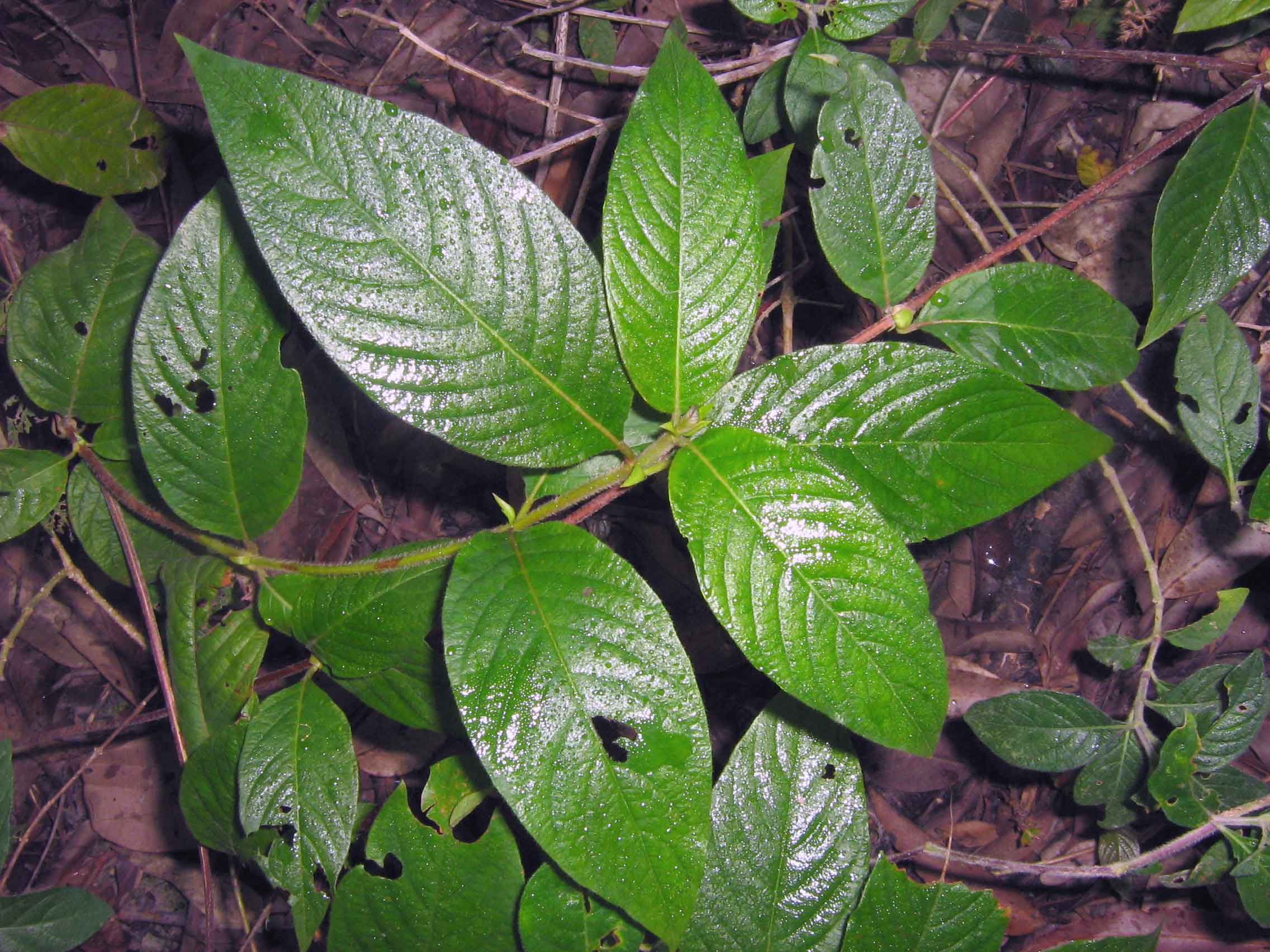
rameau
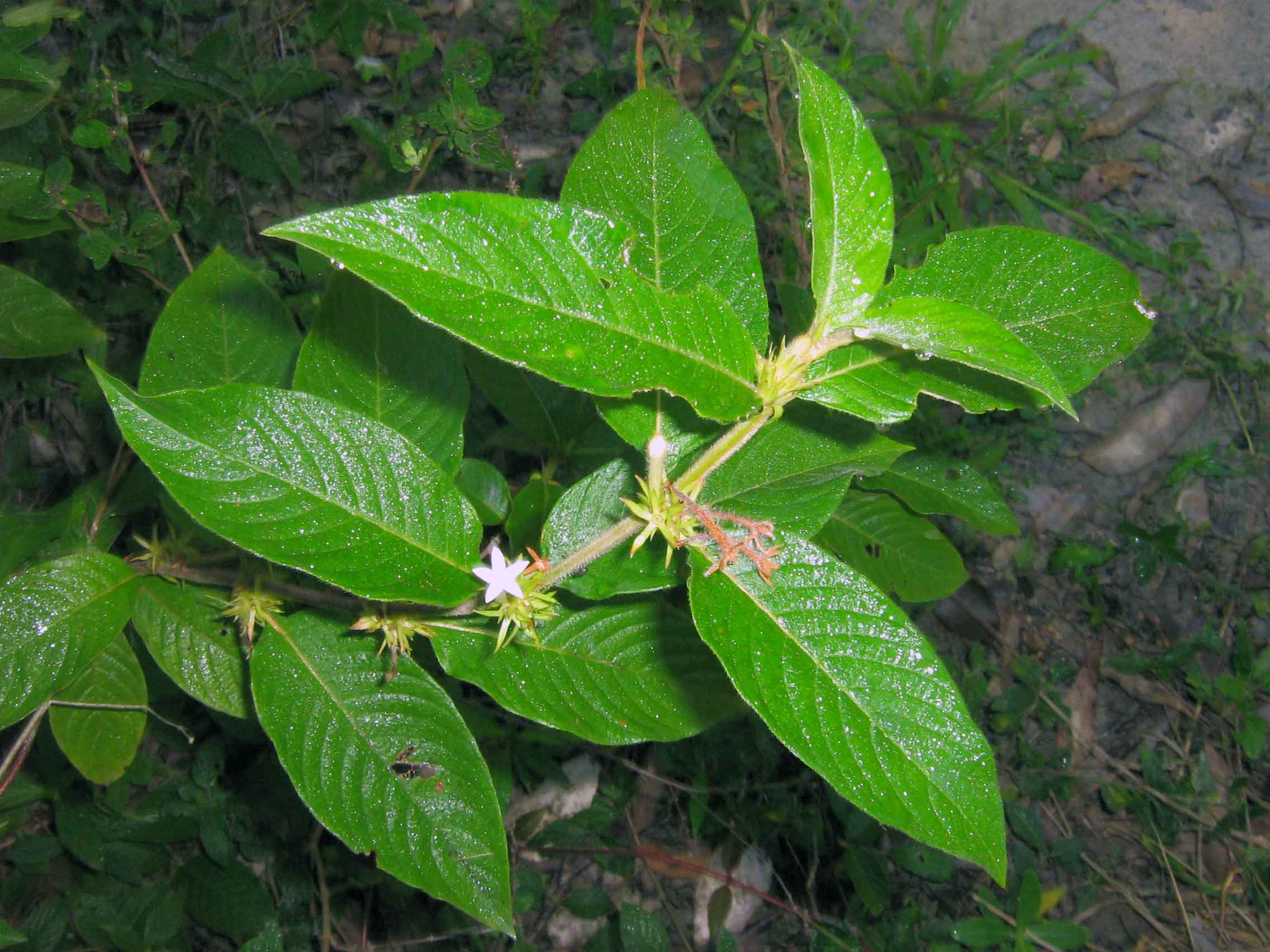
rameau fleuri
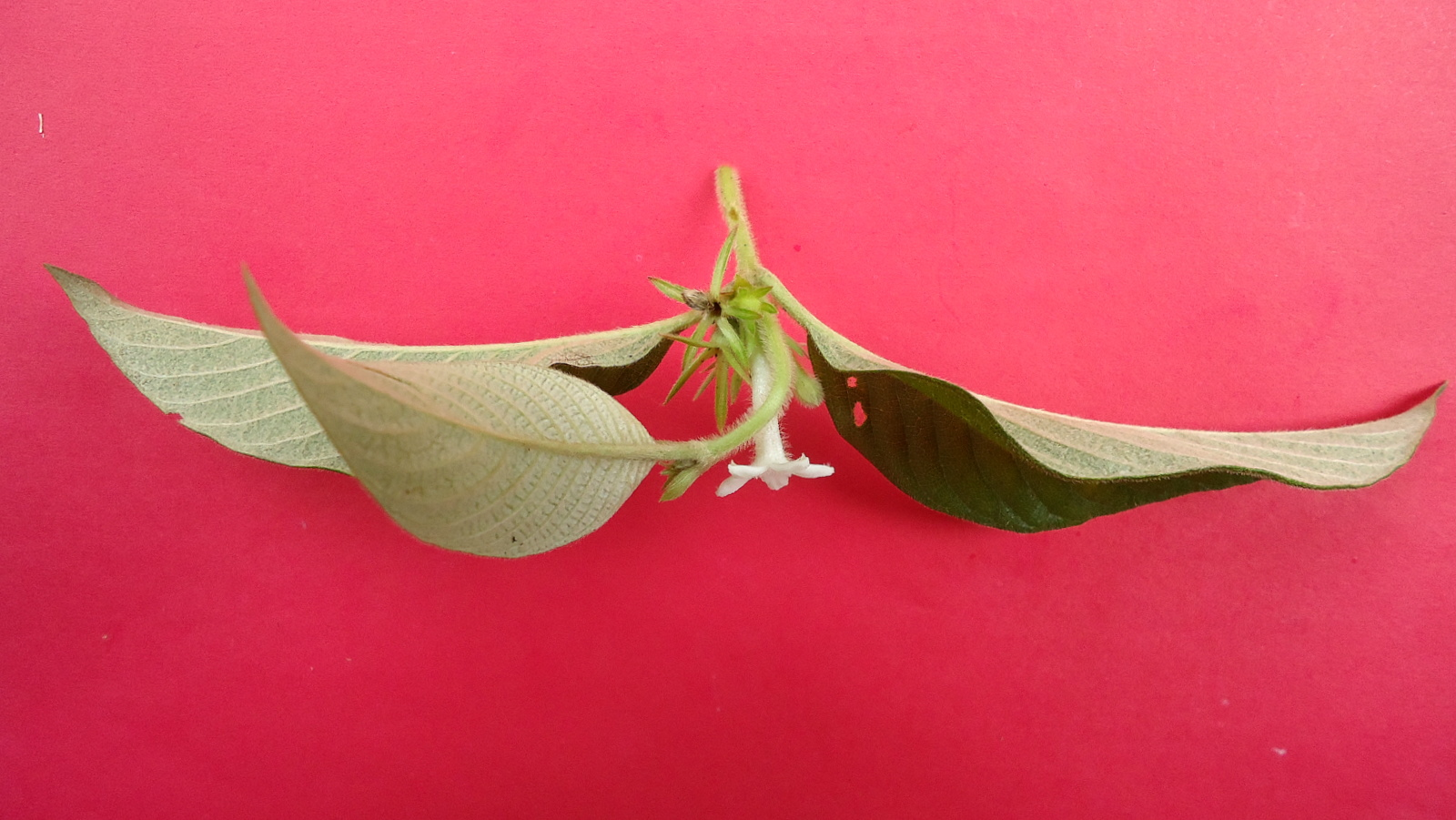
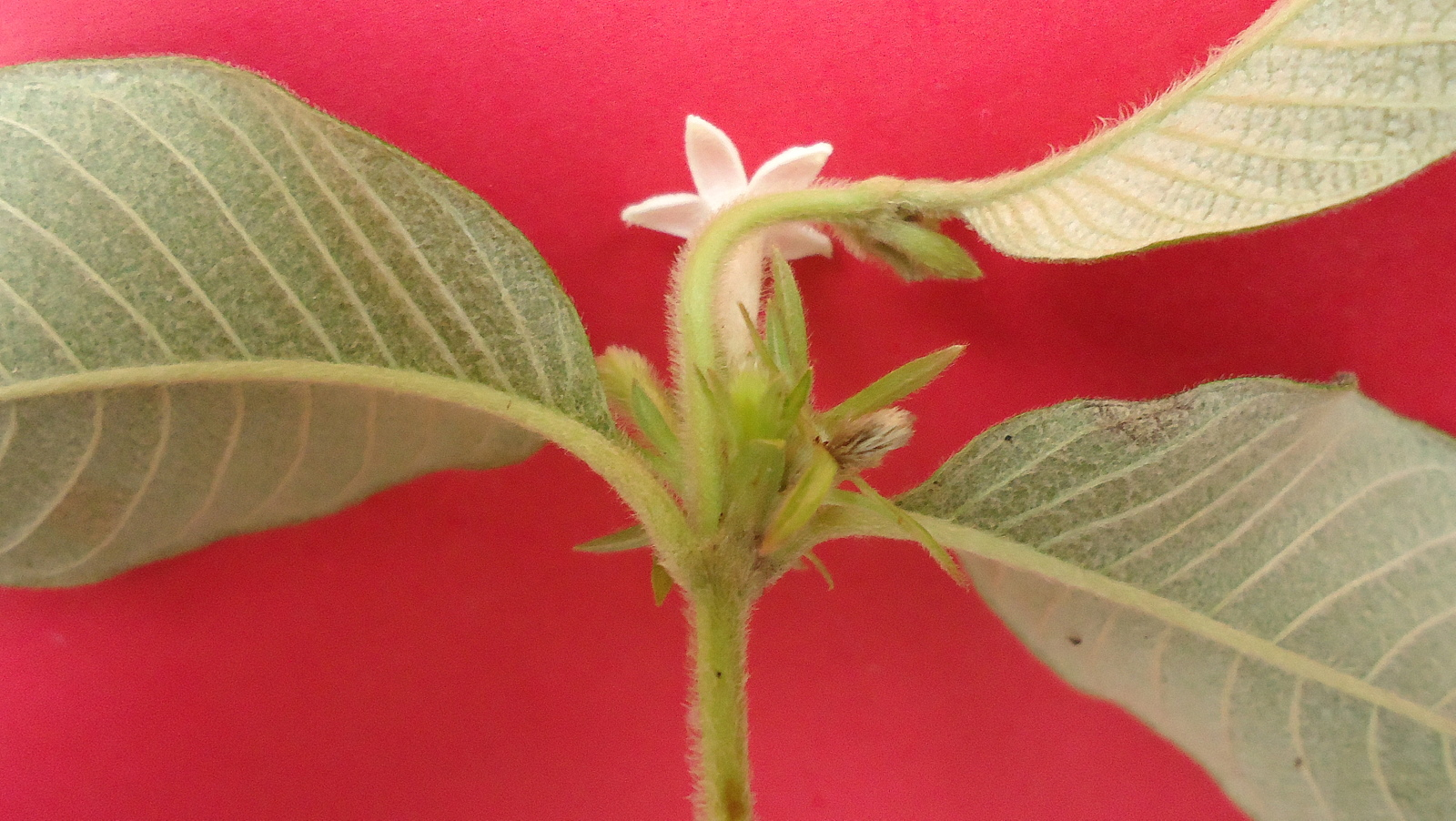
stipules
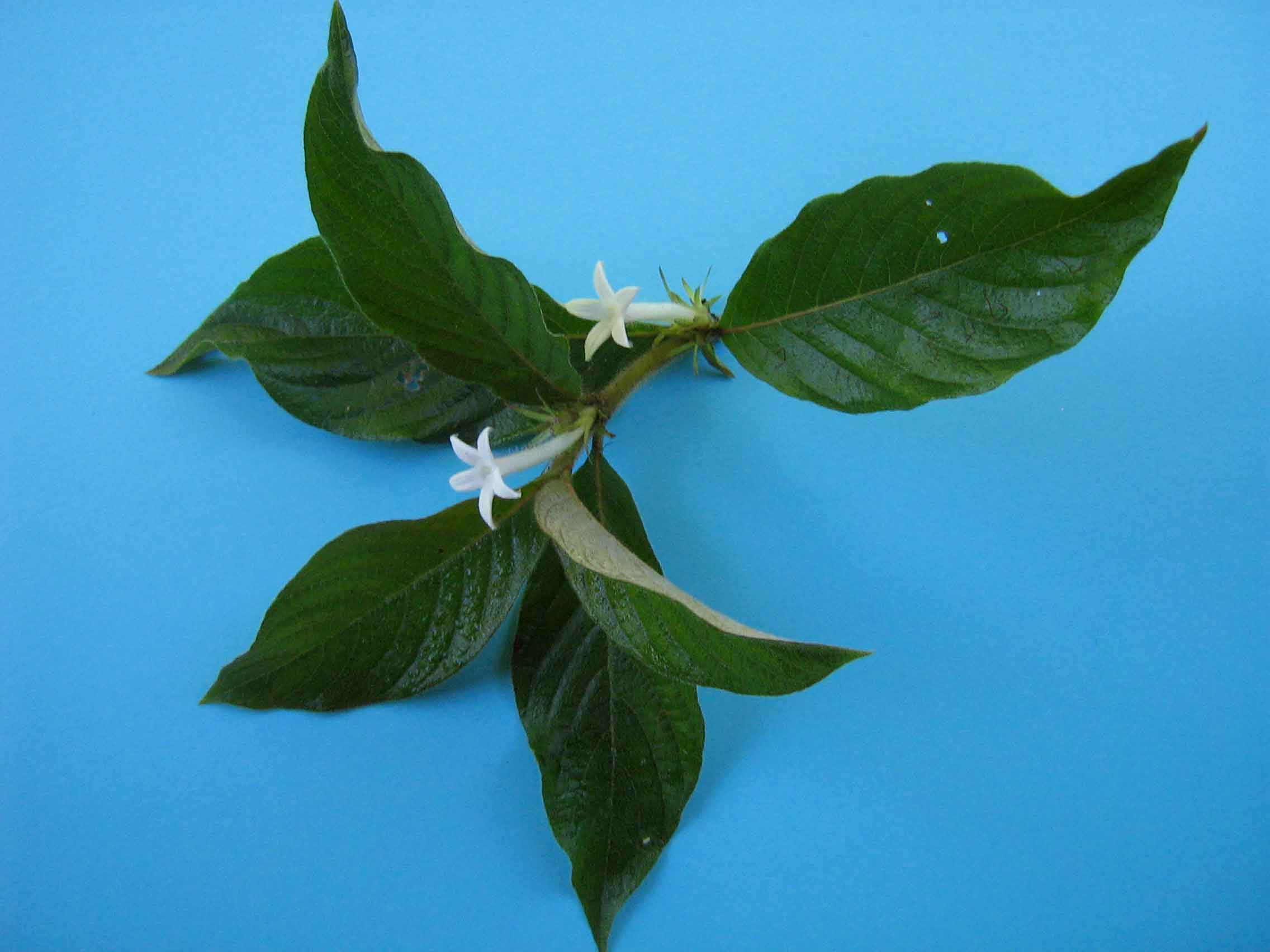
inflorescence
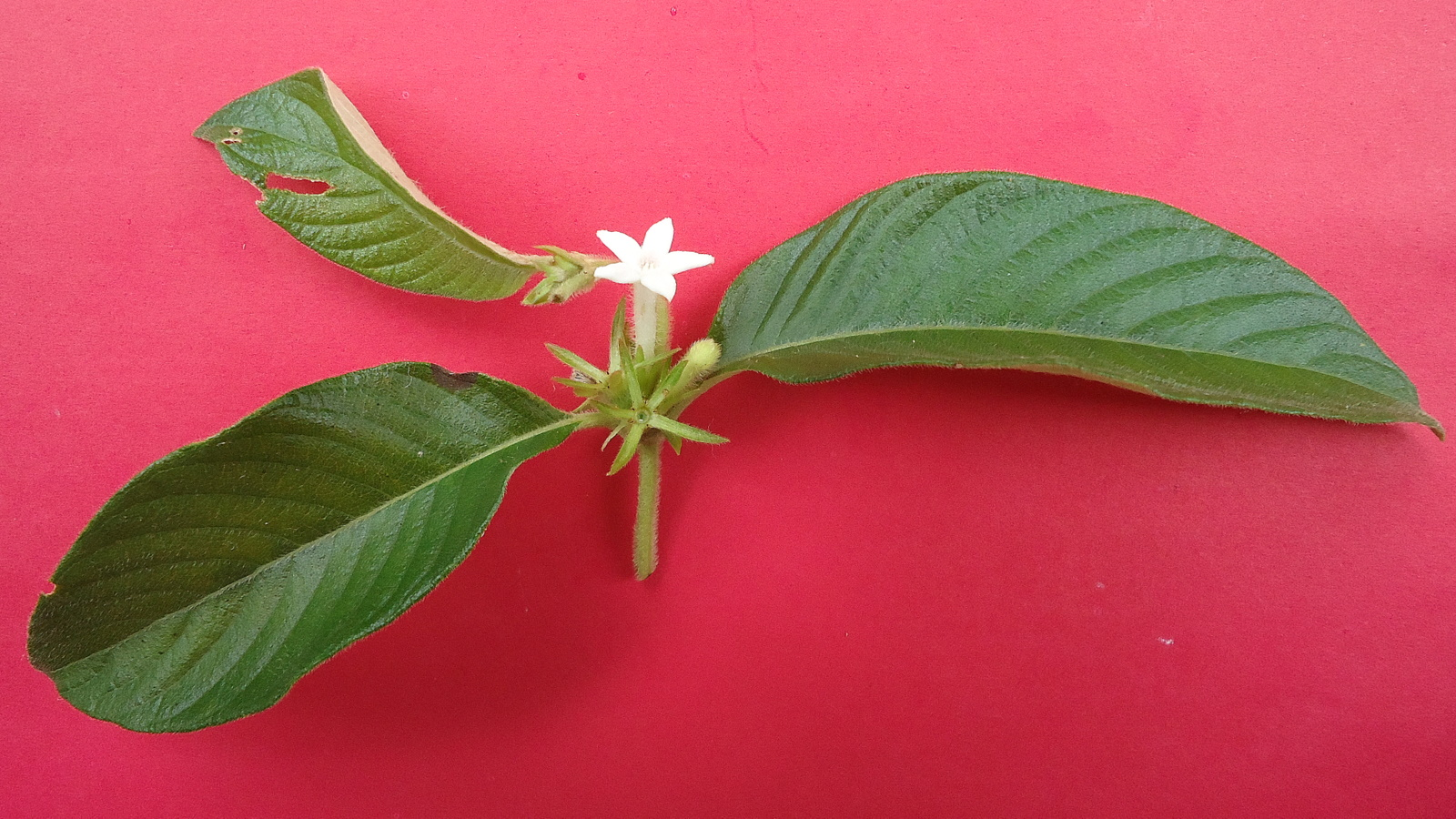
fleurs
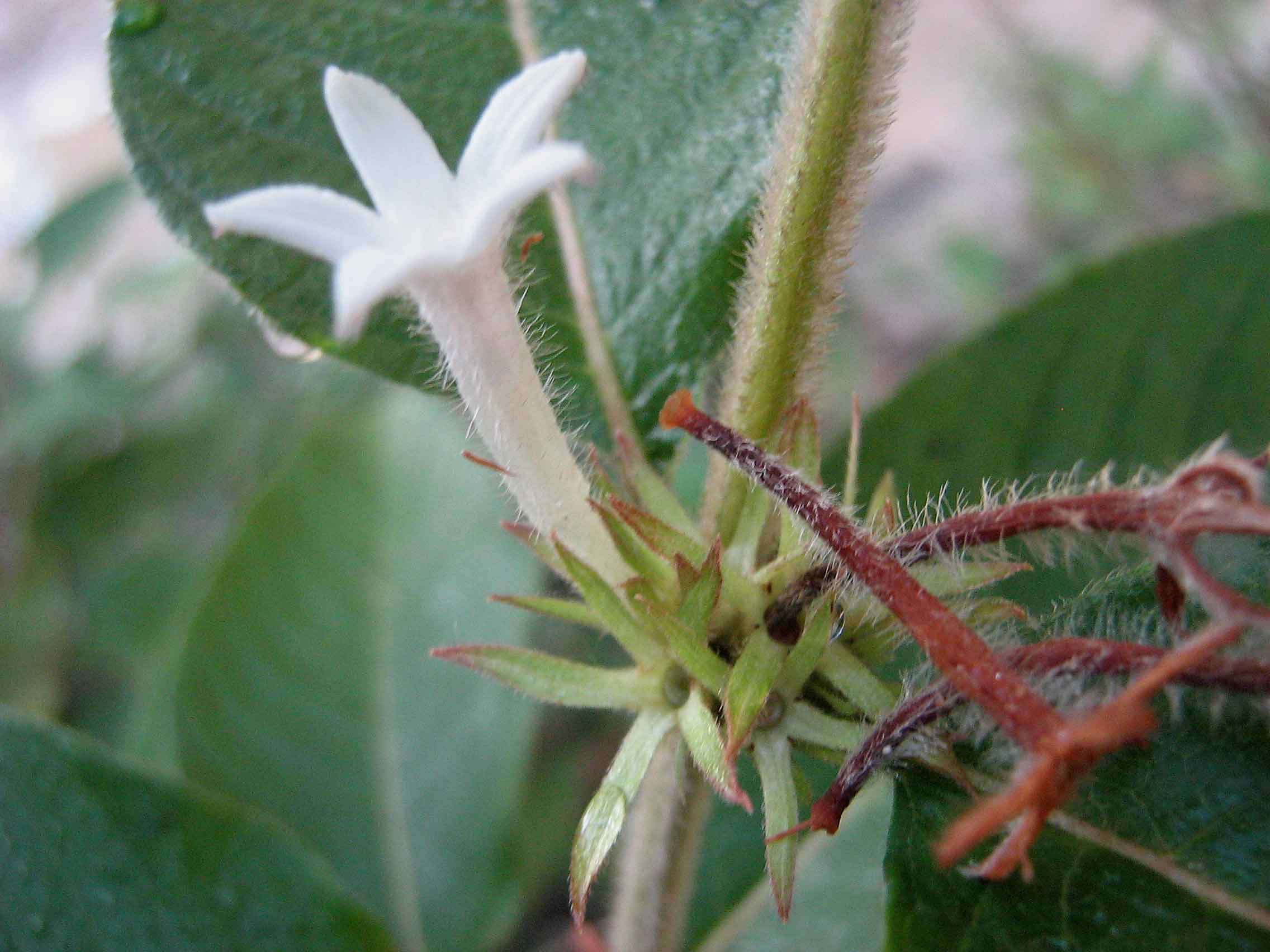
fleur
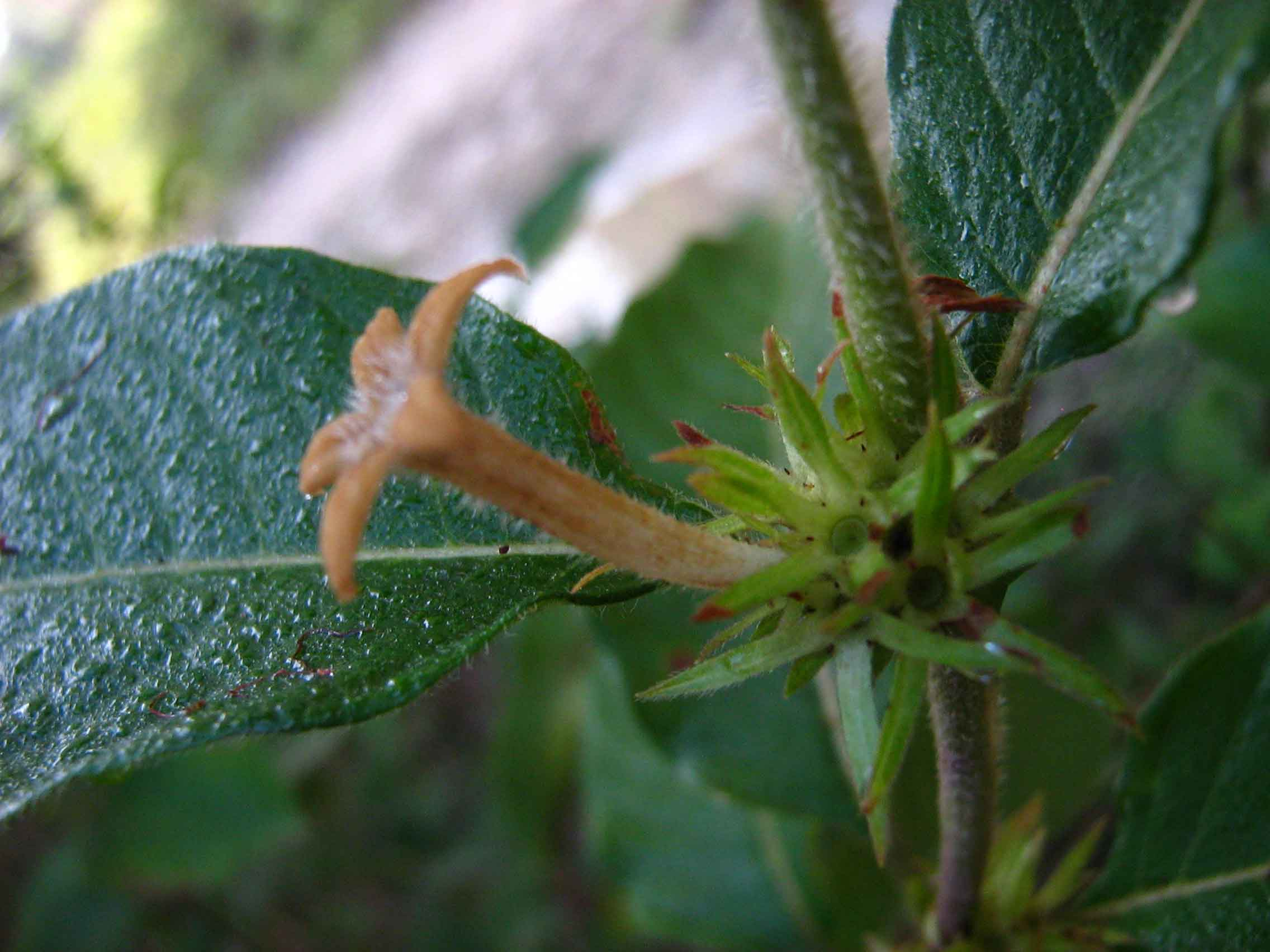
fleur
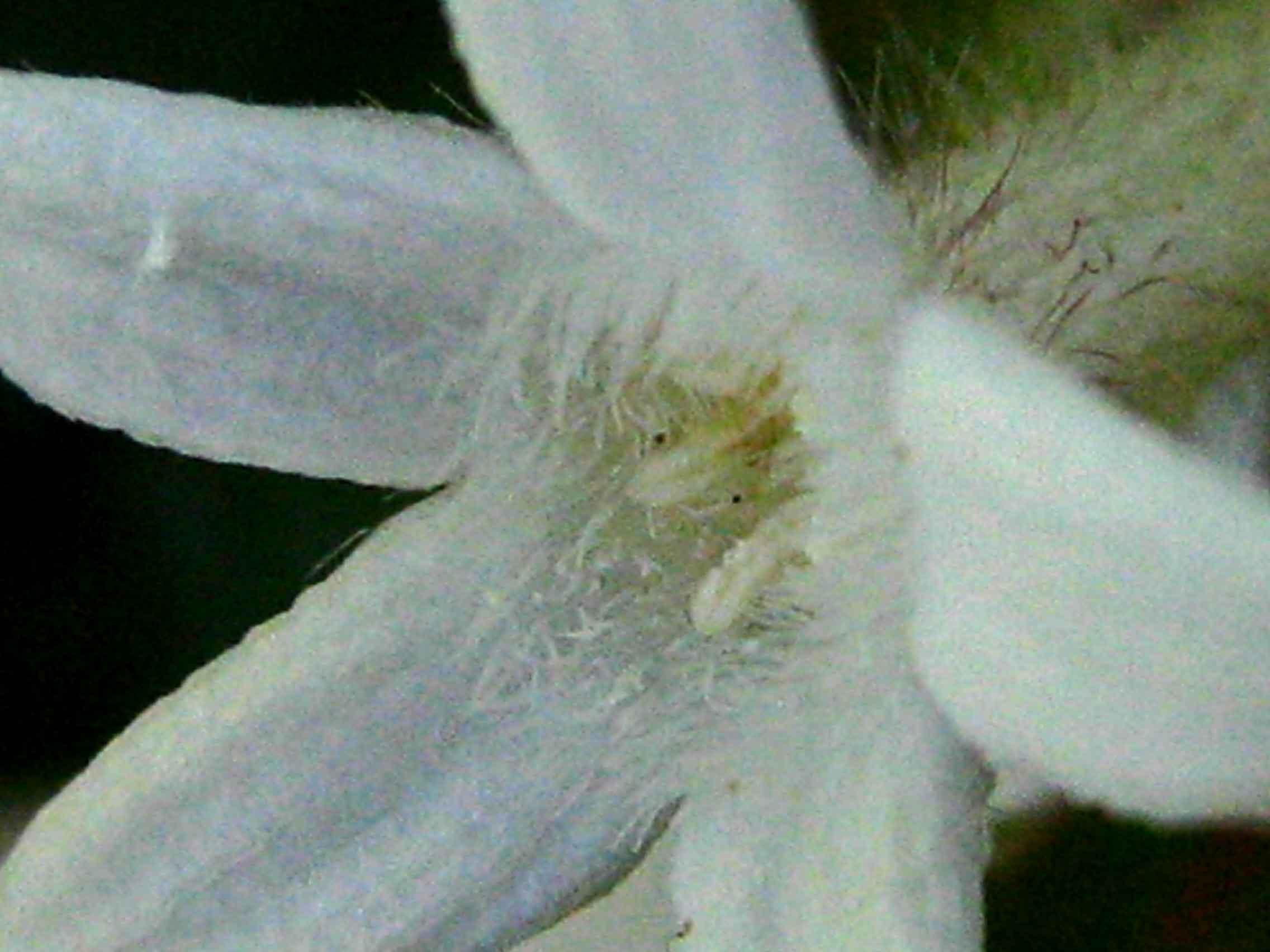
corolle
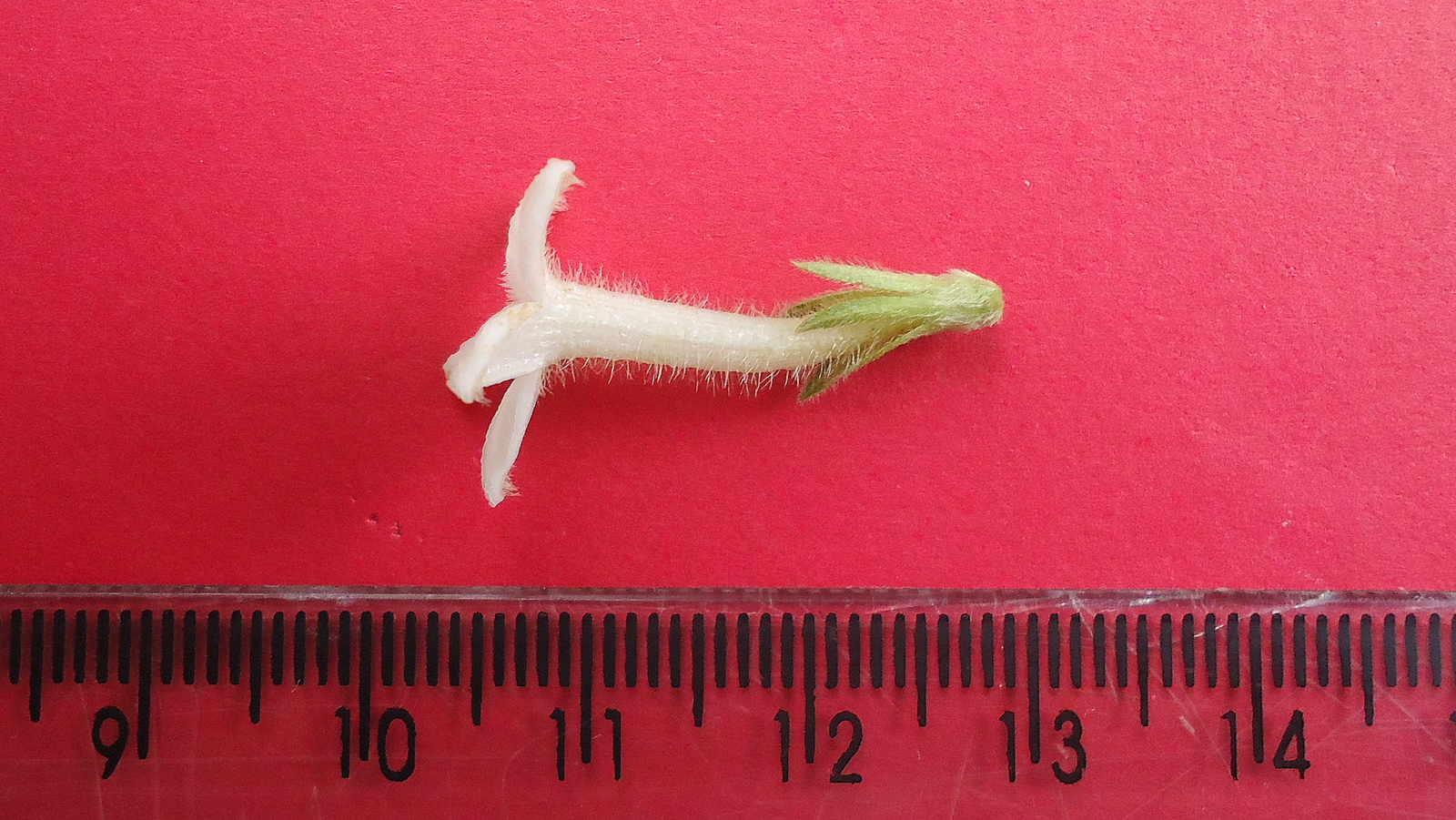
fleur
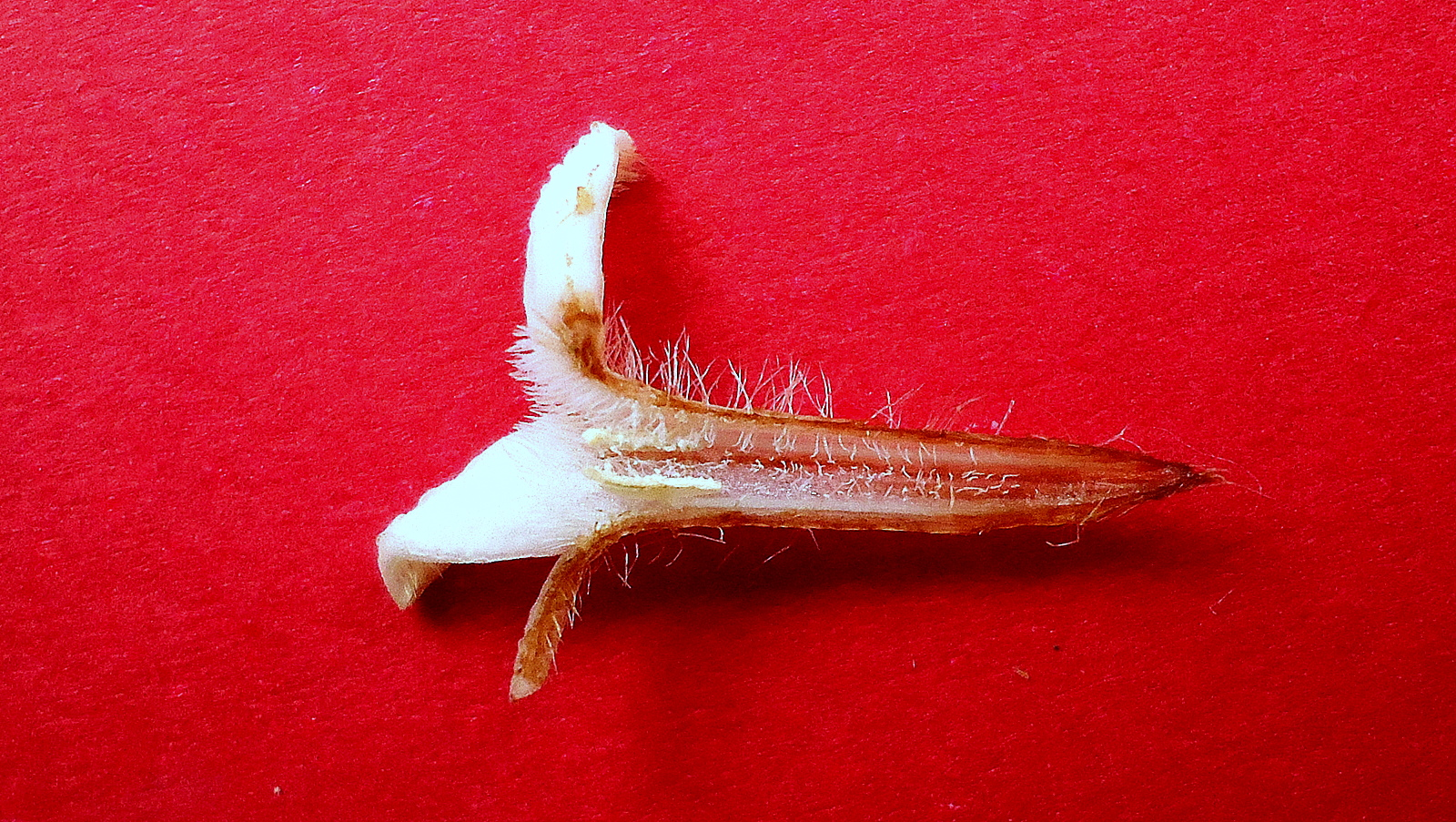
fleur
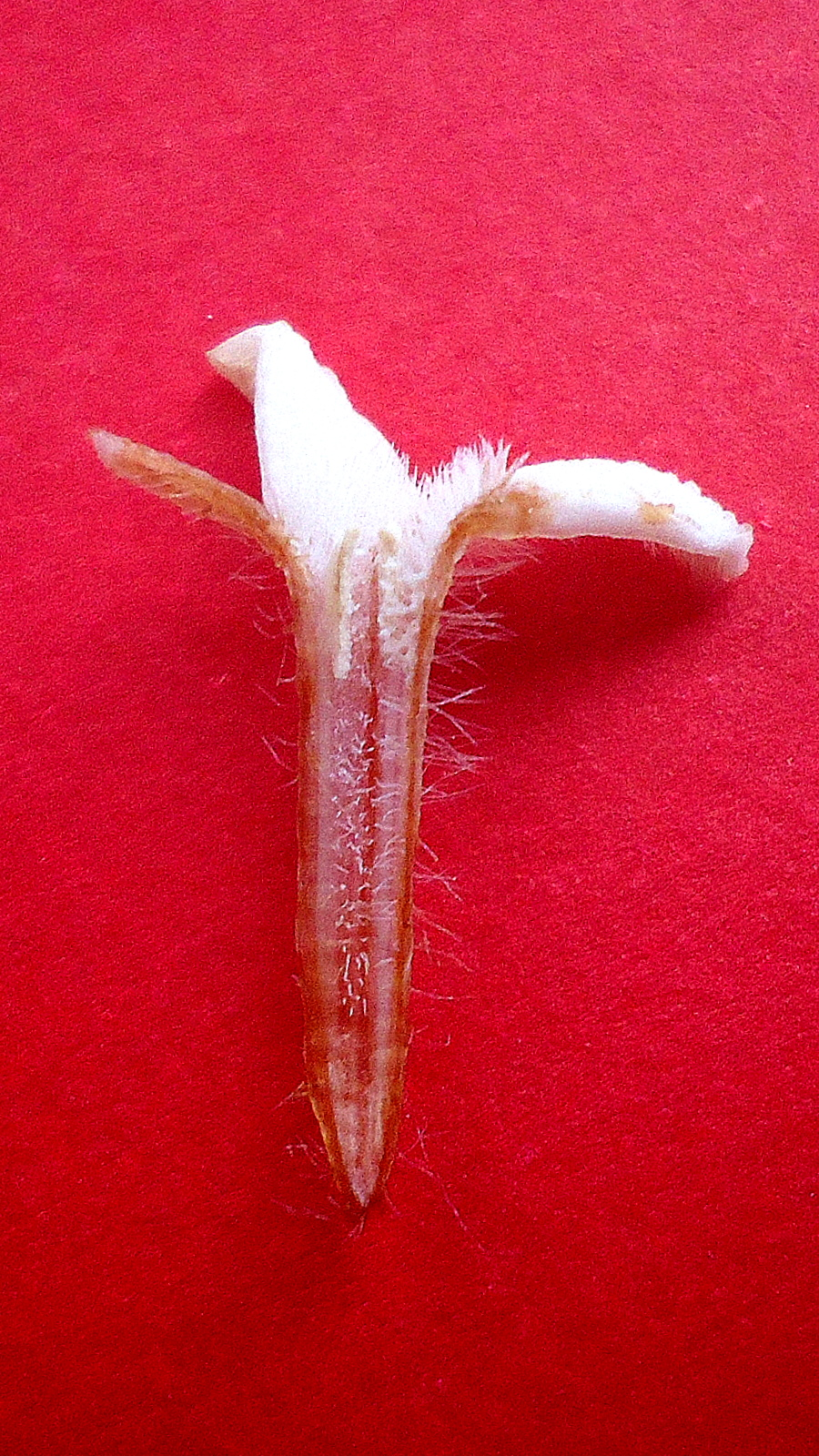
fleur
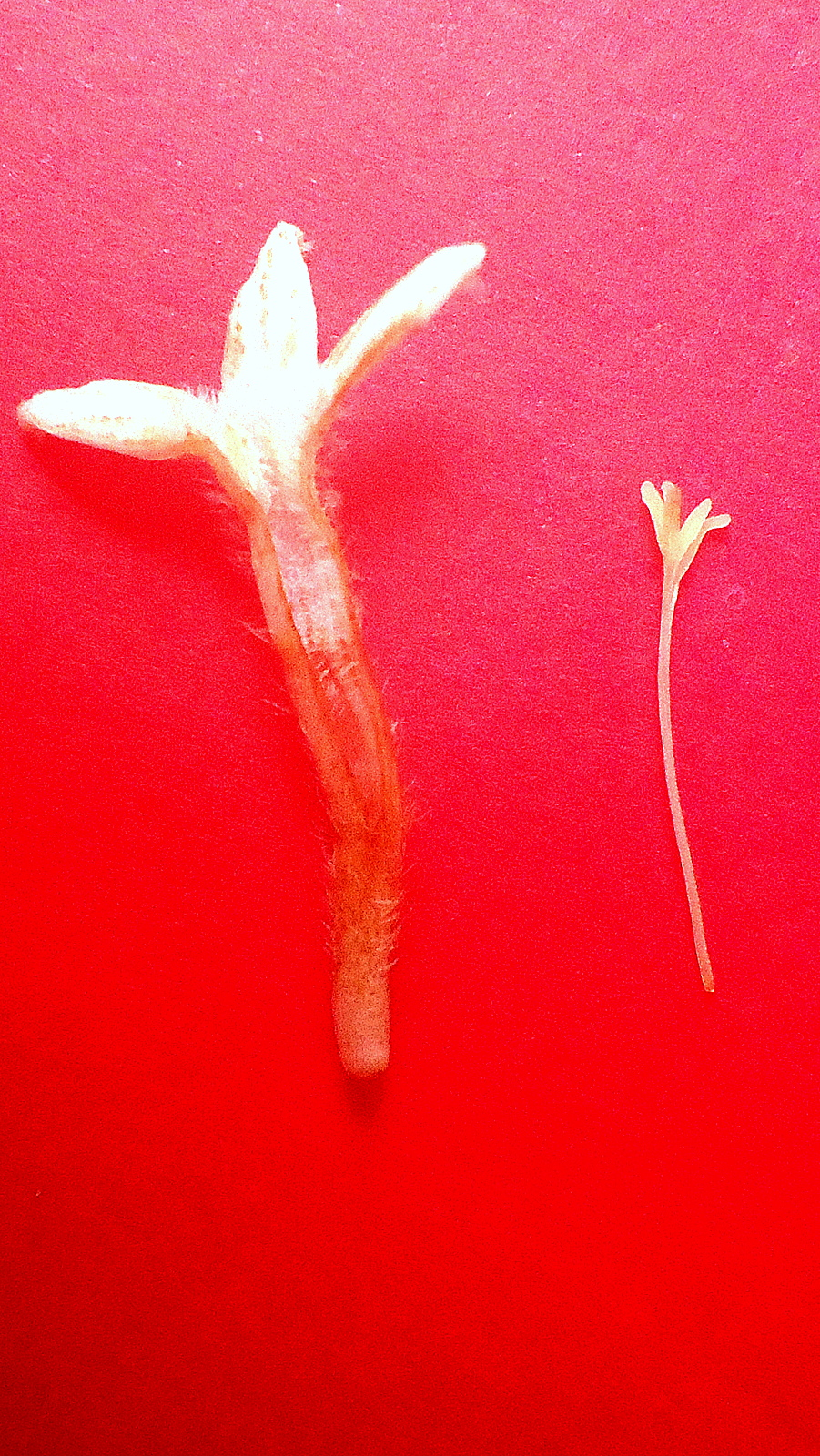
fleur disséquée
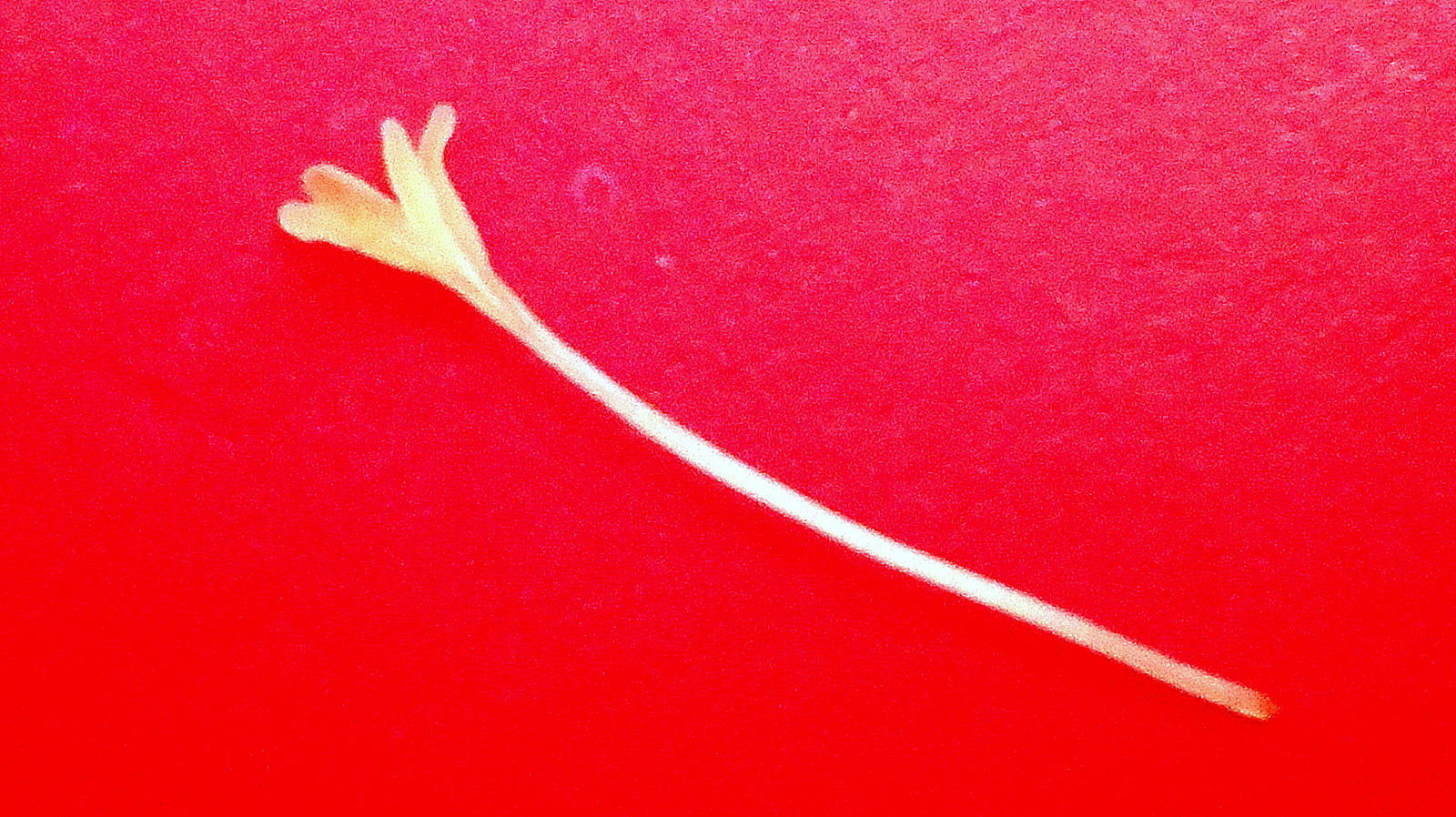
style
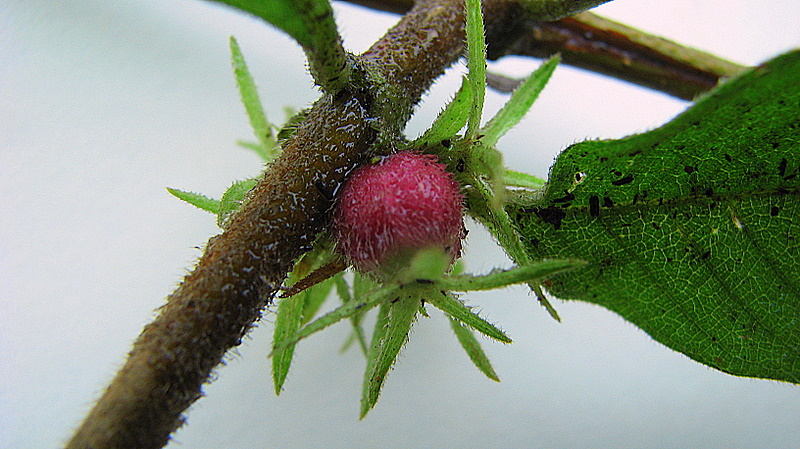
infrutescence
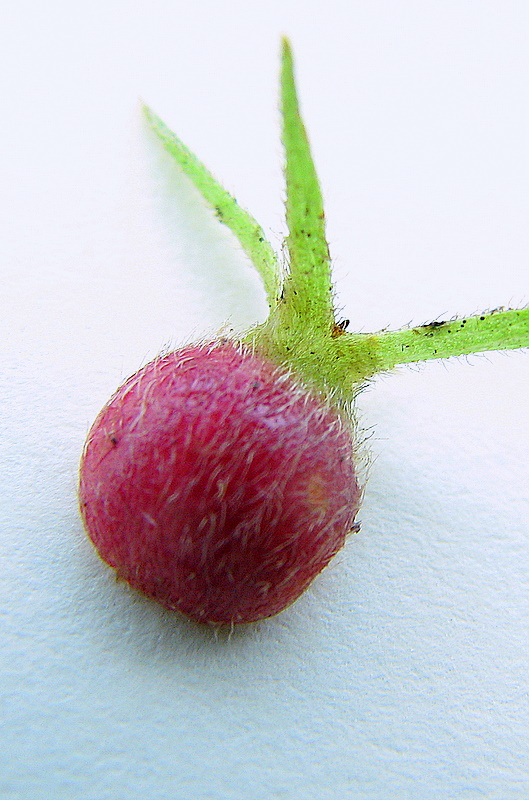
fruit
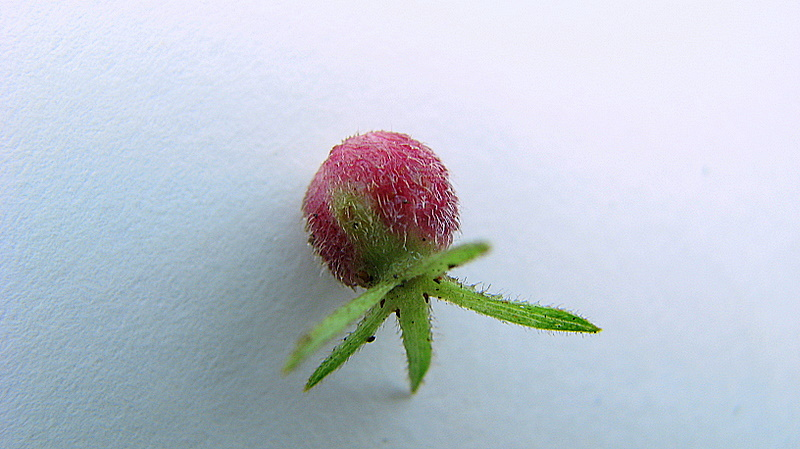
fruit
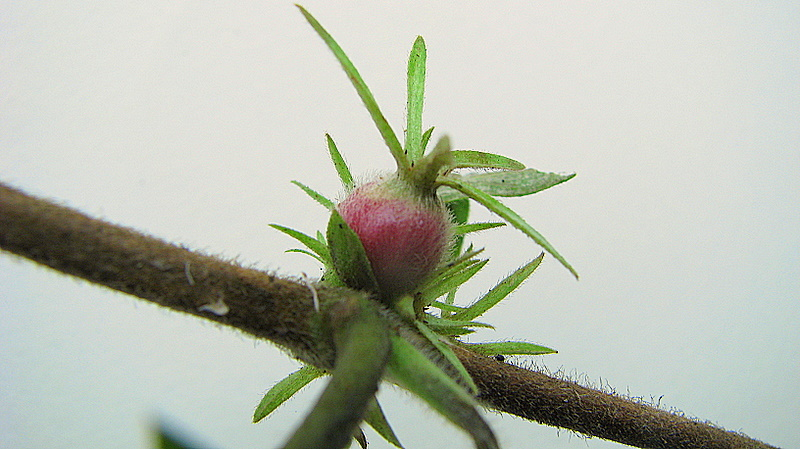
fruit
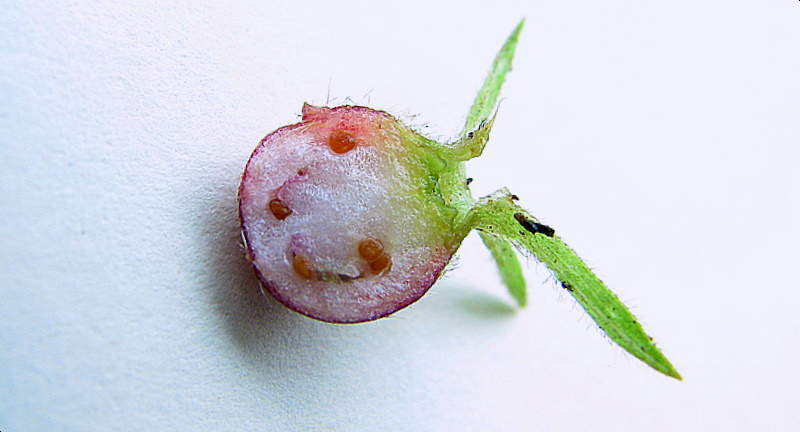
fruit en coupe sagitale